# كاريداد دي لا لوز
كاريداد دي لا لوز (بالإنجليزية: Caridad de la Luz)‏ (21 يناير 1977)؛ كاتِبة، مترجمة، ممثلة وشاعرة أمريكية.

## روابط خارجية
- كاريداد دي لا لوز على موقع IMDb (الإنجليزية)
- كاريداد دي لا لوز على موقع ميوزك برينز (الإنجليزية)
- كاريداد دي لا لوز على موقع قاعدة بيانات الفيلم (الإنجليزية)